# Brandoa
Brandoa – dawna parafia (freguesia) gminy Amadora i jednocześnie miejscowość w Portugalii. W 2011 zamieszkiwało ją 17 805 mieszkańców, na obszarze 2,39 km². Od 2013 jest częścią parafii Encosta do Sol.